# Château de la Roquette
Le château de la Roquette, aussi connu aujourd'hui sous le nom de château de Viviourès, est un château situé en France sur le territoire de la commune de Rouet au nord de Montpellier dans le département de l'Hérault. Les ruines du château se trouvent sur une crête à l'ouest de la Montagne d'Hortus, à 225-300 mètres d'altitude en face de l'arête orientale du Pic Saint-Loup et de la forteresse de Montferrand.
La première mention connue du château date du XIIe siècle sous le nom de château de la Roquette (Castrum de Rocheta), il appartenait alors au comte de Melgueil (Mauguio). Il servit autrefois de place forte mais également d’habitation.

## Histoire

### Abandon et ruines
Propriété de la famille Lautrec au XVIe siècle, il est alors abandonné et tombe en ruines. La forteresse finit par n'être plus qu' un « vueix chasteau ruyné et inhabitable» (1689) allant même jusqu'à perdre son nom au profit de celui du mas voisin de Bévieures, l'un de ses anciens fiefs. Ainsi le nom château de Viviourès viendrait d’une famille qui occupa un mas à côté de la forteresse jusqu’au XVIIIe siècle. Cette famille s’appelait « Bevieures » qui viendrait de l’occitan « bien viure » (« lieu où il fait bon vivre »).
Les ruines sont vendues en 1841 par le comte de Vogüé à un maçon de Saint-Martin-deLondres. Le comte démonta les armes des Roquefeuil-Fay-Pér aut de la Porte du rempart pour les faire resceller sur un mur de son château du Cros, où elles y sont toujours. C'est la Société Archéologique de Montpellier qui récupéra la seconde porte, intacte, avant de la remonter dans la cour de l'hôtel de Varennes, où elle s'y trouve encore.

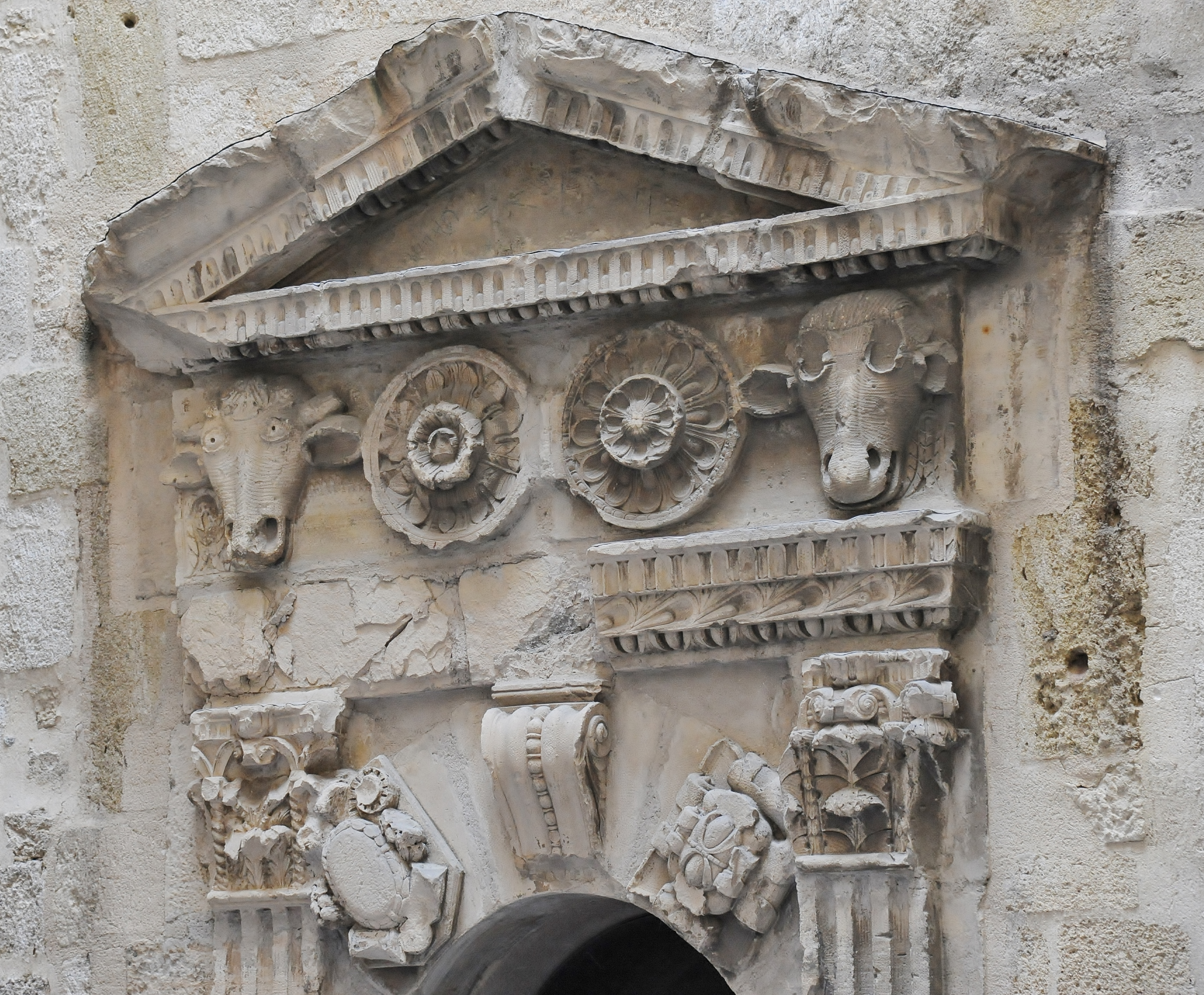
Porte à l'Hôtel de Varennes qui vient du

Les restes du château sont inscrits au titre des monuments historiques en 1940.

## Galerie

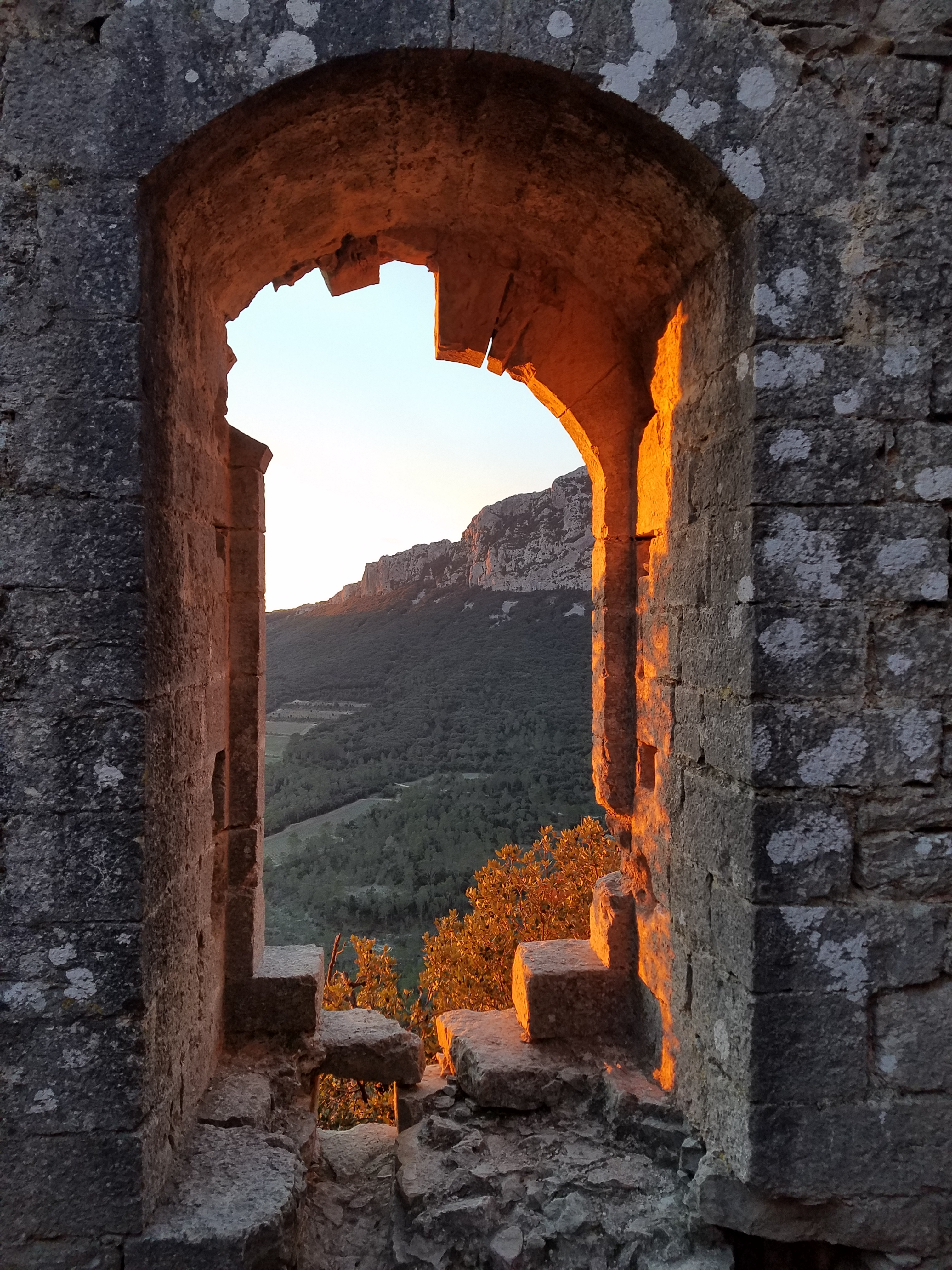
Ruines du chateau avec vue sur le Pic Saint-Loup
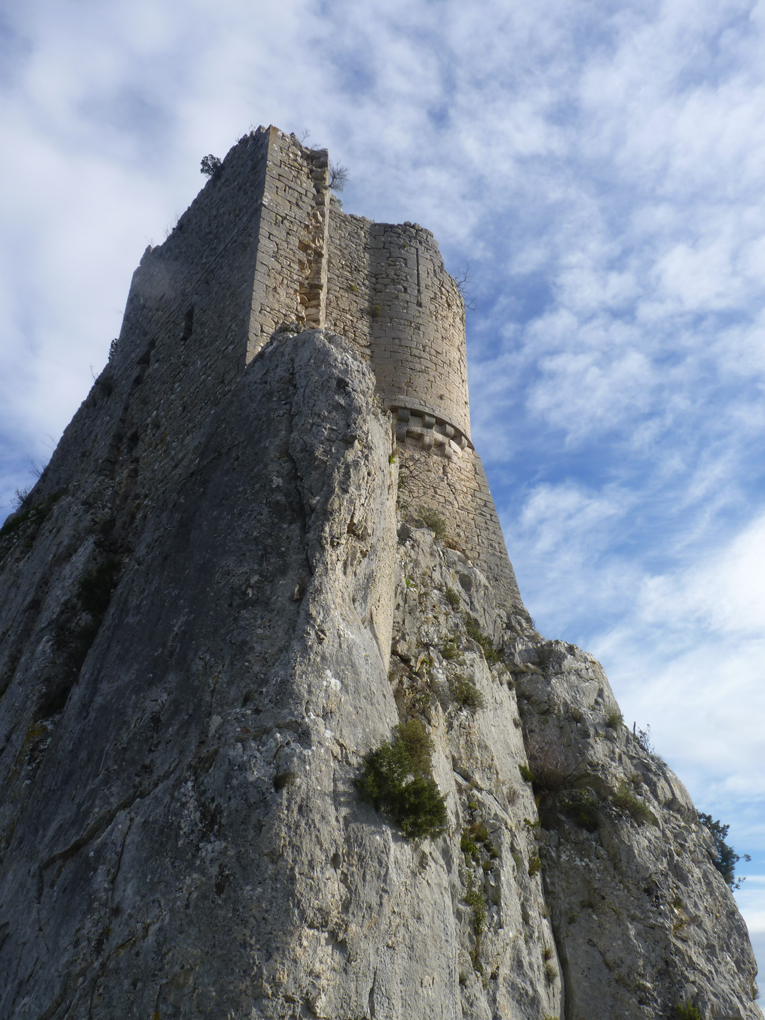
Vue d'en bas
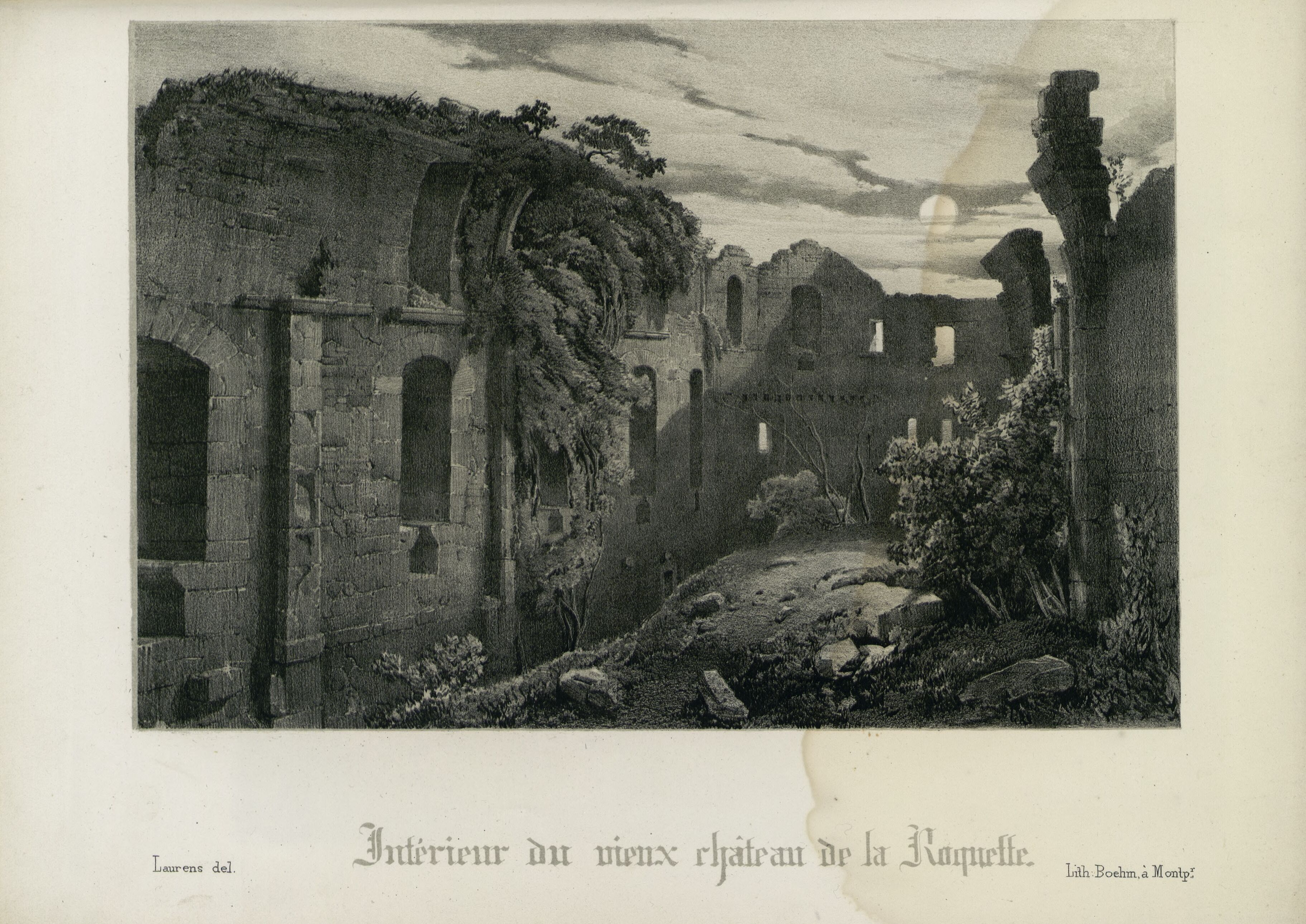
Intérieur du vieux château de la Roquette
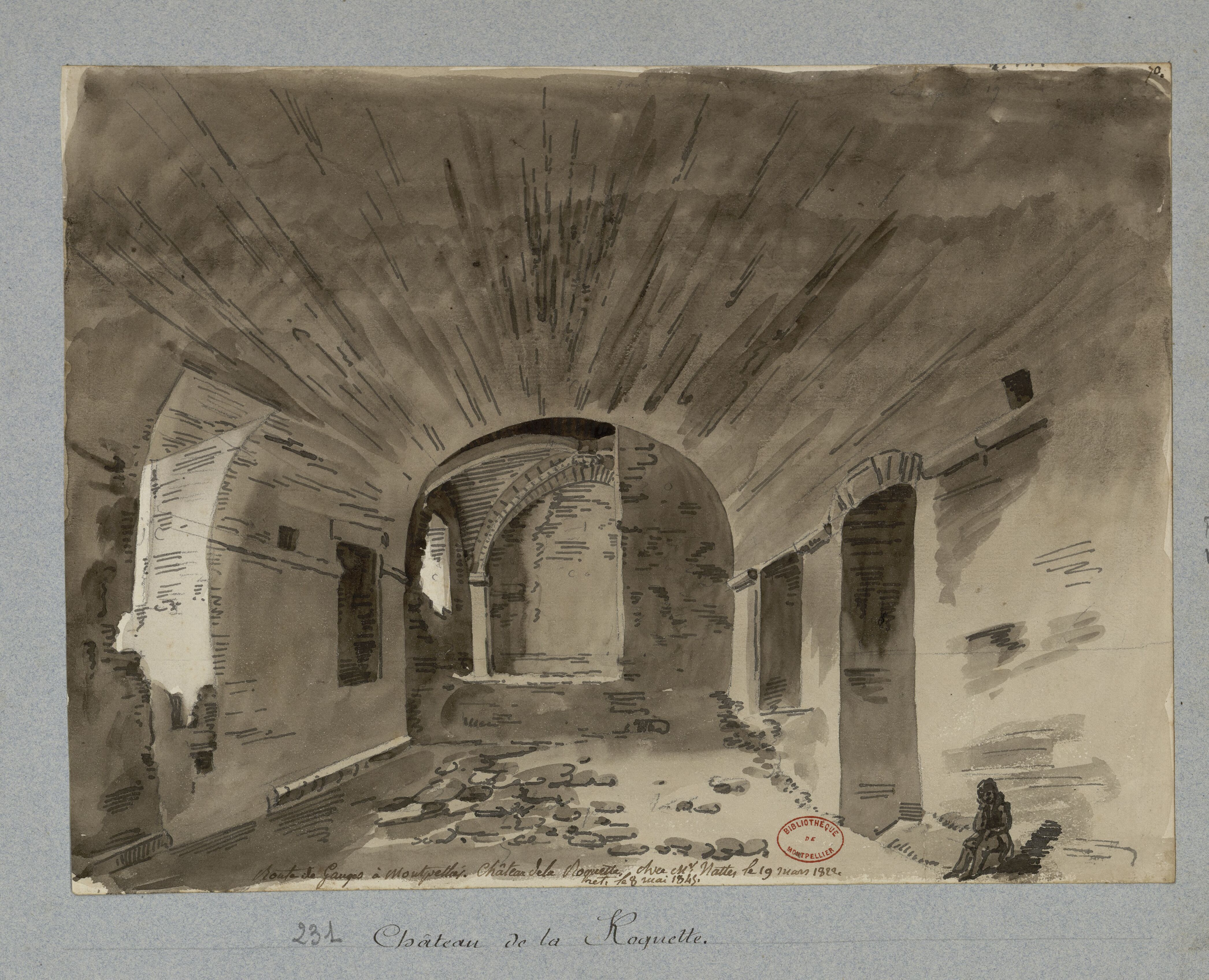
Château de la Roquette